# 早安Liner (長野)
早安Liner（日语： Ohayō rainā */?）是由東日本旅客鐵道（JR東日本）營運，行走於鹽尻站至長野站之間的臨時列車快速列車（Home Liner）。途經篠之井線和信越本線。
此條目將同時記述於2023年起行走的臨時特別急行列車「信州」（日语：／）。

## 概要
在松本至長野之間的距離達60公里以上，加上該區間較多單線區間，因此中途需要進行列車交會。使在通勤時造成不便。各站停車的列車行駛那區間需要1小時以上。雖然乘坐特急「信濃」時，松本至長野之間的乘車時間只需約50分鐘，但是最早的「信濃1號」到達松本的時間已經是早上9時時段，已經過了通勤時段。 
為了解決松本至長野之間早上通勤時段的不便。在2004年（平成16年）10月16日的時間表修正中，開設了「早安Liner」，行走於松本站至長野站之間。在2005年（平成17年）3月1日起，運輸區間延長至鹽尻站。
乘坐此列車除了乘車票與定期票外，還需要在停車站購買乘車整理券（310日圓）。
在2019年（平成31年）3月15日，「早安Liner」被廢除。翌日16日起，開設了使用211系電動列車行走的臨時快速列車（沒有愛稱，不需乘車整理券）。

## 運行形態
在開始運行以來只有下行1班。截至列車廢除前，該1班列車於早上6時時段從鹽尻站出發。

### 停車站
截至2018年7月的停車站
鹽尻站 - 村井站 - 松本站 - 田澤站 - 明科站 - 長野站

## 使用車輛
截至2015年6月1日。
- 189系電動列車（日语：国鉄183系電車）

來自長野綜合車輛中心的6卡編成列車。截至2017年8月，只使用淺間色N102編成行走「早安Liner」。189系也會行走普通、快速「妙高」。在2012年3月時間表修正中，當「早安Liner」到達長野站後，便會行走「妙高1號」，繼續前往直江津站。
- E257系電動列車

當189系行走「月光信州」時，或者於部分日子會使用E257系。該車輛來自松本車輛中心，以9卡編成行走。另外，乘客是不可乘坐該車輛的綠色車廂。

## 信州

### 現時的列車（2023年3月 - ）
在2023年3月時間表修正起，開設了臨時特急列車「信州」。與「早安Liner」同樣，該列車是為長野至松本、鹽尻之間通勤和上學的乘客而設。
截至開設班次當天，1個設有1個往返班次，分別為早上出發的下行班次（1號）和晚上出發的上行班次（2號）。早上班次的出發時間比前「早安Liner」遲，於早上7時時段從鹽尻站出發前往長野站。晚上班次的出發時間是在特急「信濃」的尾班車後，於晚上8時時段從長野出發前往松本。原則上只於平日行走，該列車會假期停服務，例如在黃金周期間會暫停服務。

#### 停車站（信州）
（鹽尻站 - ）松本站 - 明科站 - 篠之井站 - 長野站
- 只有1號行駛之區間。

#### 使用車輛（信州）
「信州」使用E353系電動列車3卡編成行走。中間車廂（2號車廂）是普通車指定席，兩邊車頭車廂（1、3號車廂）是普通車自由席。

### 過去的列車（2022年）
受到新冠疫情影響，原本於善光寺舉行的御柱祭延遲了一年，於2022年（令和4年）舉行。為了配合該年的御柱祭，東日本旅客鐵道開設了臨時特急列車「信州」，行走於茅野站至長野站之間。該列車是在6年來，再次設有直通的JR東日本特急列車連接諏訪地區與長野地區之間（在2022年的6年前（2016年），曾經設有甲信特快）。

#### 停車站（2022年）
茅野站 - 上諏訪站 - 下諏訪站 - 岡谷站 - 鹽尻站 - 松本站 - 明科站 - 姨捨站 - 篠之井站 - 長野站
※明科站和姨捨站只有1個往返班次停靠

#### 使用車輛（2022年）
「信州」使用E353系電動列車3卡編成行走。所有車廂都是普通車指定席。

## 注腳

## 外部連結
- JR東日本長野分社 （页面存档备份，存于）（日語）